# Crossopetalum aquifolium
Crossopetalum aquifolium är en benvedsväxtart som först beskrevs av August Heinrich Rudolf Grisebach, och fick sitt nu gällande namn av Albert Spear Hitchcock. Crossopetalum aquifolium ingår i släktet Crossopetalum och familjen Celastraceae. Inga underarter finns listade.